# Finally Rollin 2
| Оценки критиков | Оценки критиков |
| Источник        | Оценка          |
| --------------- | --------------- |
| Rate Your Music | [ 1 ]           |

Finally Rollin 2 — внелейбловый микстейп американского рэпера Chief Keef. Он был выпущен 14 ноября 2015 года. Микстейп был спродюсирован D.Rich, Fatboi, Jose Palacios, K-Rab, Лексом Люгером, Metro Boomin, Mike WiLL Made-It, Shawty Redd, Sonny Digital, Southside, TM88, MP808, Young Chop и Zaytoven.

## Описание
Finally Rollin 2 — это 18-песенный микстейп, он был выпущен внелейбла. Агрегатор HotNewHipHop написал, что «на микстейпе Chief Keef читает под инструменталы старой школы южного побережья, включая ремикс на песню Лила Уэйна «Stuntin 'Like My Daddy», а также классику 00-х от GuWop и Jeezy».

## Список композиций
Адаптировано под Genius.
| №                   | Название                   | Продюсер(ы)                | Длительность |
| ------------------- | -------------------------- | -------------------------- | ------------ |
| 1.                  | «Stuntin Like My Mama»     | T-Mix                      | 2:54         |
| 2.                  | «Foes»                     | Zaytoven                   | 2:51         |
| 3.                  | «Black Ops 3»              | Sonny Digital              | 3:38         |
| 4.                  | «Law & Order»              | D. Rich                    | 2:52         |
| 5.                  | «Who Dat»                  | D. Rich Shawty Redd        | 3:49         |
| 6.                  | «Obama»                    | Southside Metro Boomin     | 3:45         |
| 7.                  | «Flattered»                | Zaytoven                   | 3:47         |
| 8.                  | «Gettin Wild»              | Zaytoven                   | 3:24         |
| 9.                  | «Get Your Mind Right»      | Shawty Redd                | 3:29         |
| 10.                 | «Chicago Zoo»              | Fatboi                     | 3:26         |
| 11.                 | «Early Morning Getting It» | Лекс Люгер                 | 3:24         |
| 12.                 | «I'm Da Man»               | K-Rab                      | 2:09         |
| 13.                 | «X»                        | Young Chop                 | 2:38         |
| 14.                 | «In Your Face»             | Southside TM88             | 3:06         |
| 15.                 | «Flex»                     | Mike WiLL Made-It          | 2:49         |
| 16.                 | «Dismiss»                  | Zaytoven                   | 3:21         |
| 17.                 | «Jumanji»                  | Metro Boomin Sonny Digital | 3:12         |
| 18.                 | «Where Ya At»              | Metro Boomin               | 2:42         |
| Общая длительность: | Общая длительность:        | Общая длительность:        | 57:16        |

| №   | Название | Продюсер(ы) | Длительность |
| --- | -------- | ----------- | ------------ |
| 19. | «K»      | TM88 MP808  | 2:59         |
| 20. | «Madder» | Zaytoven    | 2:49         |

«Stuntin Like My Mama» сэмплирует «Stuntin’ Like My Daddy» от Birdman и Лила Уэйна